# Brachydeutera adusta
Brachydeutera adusta är en tvåvingeart som beskrevs av Wayne N. Mathis och Ghorpade 1985. Brachydeutera adusta ingår i släktet Brachydeutera och familjen vattenflugor. Inga underarter finns listade i Catalogue of Life.